# Jargeau
Jargeau – miejscowość i gmina we Francji, w Regionie Centralnym, w departamencie Loiret, 19 likometrów na wschód od Orleanu i 119 kilometrów na południe od Paryża.
Według danych na rok 1990 gminę zamieszkiwało 3561 osób, a gęstość zaludnienia wynosiła 243 osoby/km² (wśród 1842 gmin Centre, Jargeau plasuje się na 99. miejscu pod względem liczby ludności, natomiast pod względem powierzchni na miejscu 897.).

## Zabytki
- kolegiata Saint Vrain z IX wieku. Wewnątrz ambona z kutego żelaza z 1755[1] roku
- ruiny murów miejskich;

## Miasta bliźniacze
Jargeau ma umowy partnerskie z:
- Corsham (Wielka Brytania)
- Reilingen (Niemcy)